# Godofredo de Briel
Godofredo de Briel (en griego: Γοδεφρείδος ντε Μπριέλ), en literatura antigua Godofredo de Bruyères (en griego: Γοδεφρείδος ντε Μπρυγέρ), fue un caballero francés y el tercer señor de la Baronía de Karitena en el Principado de Acaya, en la Grecia franca. Godofredo llevó una vida colorida y turbulenta, narrada con detalle en la Crónica de Morea. Fue representado como el mejor caballero del principado y luchó en las guerras contra los griegos bizantinos; capturado en la batalla de Pelagonia en 1259, fue enviado nuevamente a Acaya como portador de los términos bizantinos de paz con los señores latinos en 1261. Godofredo fue privado dos veces de su baronía, una vez por rebelarse contra su tío, el príncipe de Acaya Guillermo II de Villehardouin, y después por abandonar el principado sin autorización con el fin de pasar tiempo con su amante, la esposa de uno de sus vasallos, en Italia. Fue indultado en ambas ocasiones, pero en adelante mantuvo su título como un regalo del príncipe. Murió sin hijos en 1275, y la Baronía de Karitena fue dividida.

## Orígenes
Godofredo era hijo de Hugo de Briel y Alicia de Villehardouin, hija del príncipe de Acaya, Godofredo I de Villehardouin. La familia, que procedía de Briel-sur-Barse, en la provincia francesa de Champaña, aparece nombrada de diversas maneras en las fuentes: Brieres o Prieres (en griego: Μπριέρες o Πριέρης), Bruières, Briers, Briel o Brielle. El padre de Godofredo heredó la Baronía de Karitena alrededor de 1230 de su hermano, Renaud de Briel. La baronía era una de las más grandes (junto con las de Akova y Patras) del Principado de Acaya, contaba con veintidós feudos menores y era responsable de vigilar a los revoltosos habitantes de la zona montañosa de Eskorta.

## Barón de Karitena y rebelión contra Guillermo II de Villehardouin

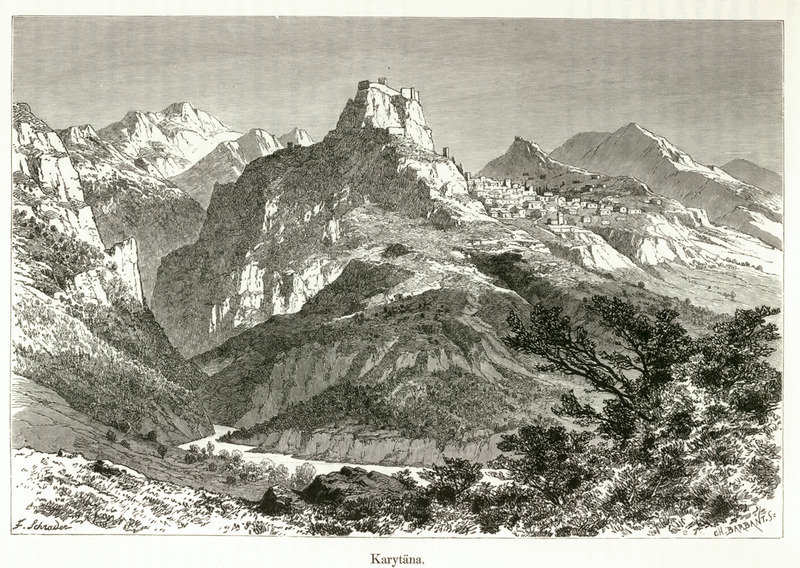
Vista de Karitena y su castillo.

Godofredo nació en Grecia, posiblemente en Karitena, poco después de la llegada de su padre allí (alrededor de 1222-1223). Hugo de Briel murió a principios de 1238, cuando todavía no llegaba a los cuarenta años, y le sucedió el joven Godofredo. La fuente principal de la vida de Godofredo son las diferentes versiones de la Crónica de Morea, que, en palabras de Antoine Bon, «narra con mucho detalle e indulgencia» las «muchas y coloridas aventuras» de «una figura singular y encantadora, muy representativa de la generación de los señores francos nacidos en Grecia». La Crónica acredita a Godofredo la construcción del castillo de Karitena, la «Toledo de Grecia», como William Miller la llama. Godofredo disfrutó de una gran reputación como guerrero y fue considerado como el «mejor caballero de Morea». Según la versión aragonesa de la Crónica, mantenía una escuela de caballería en el castillo de Karitena, donde los hijos de los nobles griegos eran adiestrados como caballeros al modo occidental.
Godofredo se casó con Isabel de la Roche, la hija del señor y más  tarde duque de Atenas y Tebas, Guido I de la Roche. En 1256-1258, participó en la guerra de sucesión eubeota, al principio como lugarteniente de su tío, el príncipe Guillermo II de Villehardouin, dirigiendo un ejército que arrasó Eubea y recuperó la ciudad de Negroponte para el príncipe. Después, sin embargo, se puso de parte de su suegro Guido de la Roche y los otros señores francos que se oponían a las ambiciones hegemónicas de Guillermo. Este, sin embargo, se impuso en la batalla de Karydi en 1258; tras el combate, se reunió un parlamento en Nikli para juzgar a los señores derrotados. Godofredo fue indultado por el príncipe y sus tierras confiscadas le fueron devueltas, pero en esta ocasión como una concesión personal en lugar de como feudo por derecho de conquista.

## Pelagonia, cautividad bizantina y estancia en Italia
En 1259, Godofredo participó en el ejército del príncipe que se unió a la alianza aqueo-epirota-siciliana enfrentada al Imperio de Nicea. Las fuerzas aliadas, divididas por la desconfianza entre los latinos y los griegos epirotas, sufrieron una aplastante derrota en la batalla de Pelagonia. El príncipe Guillermo y la mayoría de sus barones, incluido Godofredo, fueron capturados tras la batalla.

Mapa de Morea (Peloponeso) en la Edad Media.

Los señores francos permanecieron en cautiverio hasta principios de 1262 cuando, después de la reconquista de Constantinopla por los griegos nicenos, el emperador Miguel VIII Paleólogo ofreció liberarlos a cambio de un juramento de fidelidad y la concesión de varias fortalezas en el sureste de Morea. Después de que Guillermo aceptase, Godofredo fue liberado con el fin de transmitir las propuestas del emperador a los nobles del principado. Un parlamento se reunió una vez más en Nikli, en presencia de Godofredo, de Guido de la Roche y del canciller del principado, Leonardo de Veroli. Los señores cautivos estuvieron representados por sus esposas. El parlamento aceptó las condiciones, Godofredo entregó los castillos a los griegos y regresó a Constantinopla junto con un número de rehenes que debían garantizar la lealtad de los señores feudales al emperador, después de lo cual el príncipe Guillermo y sus barones fueron puestos en libertad.
Con la rendición de las fortalezas comenzó un largo período de conflicto entre los griegos del reconstituido Imperio bizantino y las fuerzas del principado por el control de Morea. El príncipe Guillermo fue absuelto por el Papa de sus juramentos hacia Paleólogo, y la guerra comenzó casi tan pronto como regresó al principado. Pronto, un ejército griego penetró en el Peloponeso, apoyado por una flota. A pesar de esta precaria situación, Godofredo se ausentó de Morea, sin el permiso de Guillermo, y pasó los años de 1263 a 1265 en Italia, con el pretexto de realizar una peregrinación prometida mientras estaba cautivo en Constantinopla pero, en realidad, estaba conviviendo con la esposa de uno de sus feudatarios, Juan de Katavas. Su ausencia permitió que los habitantes de Eskorta se rebelaran y ayudaran a las tropas bizantinas en su ofensiva, que detuvo el mismo Juan de Katavas en la batalla de Prinitza. Godofredo fue nuevamente privado de su baronía por este acto, pero más tarde fue perdonado y se le restituyó el feudo a su regreso de Italia.

## Últimos años y muerte
Godofredo es mencionado nuevamente en las campañas de principios de la década de 1270, cuando Paleólogo envió a un nuevo comandante a Morea, Alejo Ducas Filantropeno. En 1270, Godofredo y su vecino, el barón de Akova, se unieron al ejército del príncipe con ciento cincuenta caballeros y doscientos infantes. La fuerza latina atacó las posesiones bizantinas en Laconia, pero Filantropeno evitó ser arrastrado a una batalla campal. Un período de relativa paz siguió debido a que se estaba celebrando el Segundo Concilio de Lyon, en el que el emperador bizantino negoció la unión de iglesias con el papa, pero en 1275, los griegos rompieron la tregua mutua. El príncipe Guillermo confió entonces una fuerza de cincuenta caballeros y doscientos ballesteros a Godofredo, que la apostó vigilando los desfiladeros de Eskorta antes de perecer de disentería a finales de 1275. Después de su muerte, Karitena estuvo cada vez más sometida a los ataques de los bizantinos, y finalmente cayó ante ellos en 1320.
Godofredo murió sin descendencia; la baronía, de la que disfrutaba por concesión principesca, era heredable solamente por sus descendientes directos y, en consecuencia, se dividió después de su muerte: una mitad correspondió a su viuda, Isabel de la Roche, que se casó con Hugo, conde de Brienne en 1277, antes de fallecer en 1279, y el príncipe recobró la otra. Dos pretendientes a la herencia de Godofredo aparecieron en los siguientes años: un tal Juan Pestel, que no consiguió nada, y el sobrino de Godofredo, Godofredo el Joven, que después de mucha persistencia logró obtener el feudo de Moraina.

## Representación en la ficción
Godofredo es el protagonista de la novela homónima de 1962 de Alfred Duggan, Lord Geoffrey's Fancy. Un simpático pero imperfecto héroe, observado por su primo lejano —admirador cada vez más desilusionado por aquel—, el barón de Karitena es retratado como un perfecto ejemplar de las cualidades y las limitaciones de la caballería franca.

## Ancestros
| \| \| \| \| \| \| \| \| \| \| \| \| \| \| \| \| \| \| \| \| 2. Hugo de Briel \| \| \| \| \| \| \| \| \| \| \| \| \| \| \| \| \| \| \| \| \| \| \| \| \| \| \| \| \| \| \| \| \| \| \| \| \| \| \| \| \| \| \| \| \| \| \| \| \| \| \| \| \| \| 1. Godofredo de Briel \| \| \| \| \| \| \| \| \| \| \| \| \| \| \| \| \| \| \| \| \| \| \| \| \| \| \| \| \| \| \| \| \| \| \| \| \| \| \| \| \| \| \| \| \| \| \| \| \| \| \| \| \| \| 24. Vilain de Villehardouin \| \| \| \| \| \| \| \| \| \| \| \| \| \| \| \| \| \| \| \| \| \| \| \| \| \| \| \| \| \| \| \| \| \| \| \| \| \| \| \| \| \| \| \| \| \| \| \| \| \| \| \| \| \| 12. Juan de Villehardouin \| \| \| \| \| \| \| \| \| \| \| \| \| \| \| \| \| \| \| \| \| \| \| \| \| \| \| \| \| \| \| \| \| \| \| \| \| \| \| \| \| \| \| \| \| \| \| \| \| \| \| \| \| \| 6. Godofredo I de Villehardouin \| \| \| \| \| \| \| \| \| \| \| \| \| \| \| \| \| \| \| \| \| \| \| \| \| \| \| \| \| \| \| \| \| \| \| \| \| \| \| \| \| \| \| \| \| \| \| \| \| \| \| \| \| \| 13. Céline de Briel \| \| \| \| \| \| \| \| \| \| \| \| \| \| \| \| \| \| \| \| \| \| \| \| \| \| \| \| \| \| \| \| \| \| \| \| \| \| \| \| \| \| \| \| \| \| \| \| \| \| \| \| \| \| 3. Alicia de Villehardouin \| \| \| \| \| \| \| \| \| \| \| \| \| \| \| \| \| \| \| \| \| \| \| \| \| \| \| \| \| \| \| \| \| \| \| \| \| \| \| \| \| \| \| \| \| \| \| \| \| \| \| \| \| \| 14. Clarembaud IV de Chappes \| \| \| \| \| \| \| \| \| \| \| \| \| \| \| \| \| \| \| \| \| \| \| \| \| \| \| \| \| \| \| \| \| \| \| \| \| \| \| \| \| \| \| \| \| \| \| \| \| \| \| \| \| \| 7. Isabel de Chappes \| \| \| \| \| \| \| \| \| \| \| \| \| \| \| \| \| \| \| \| \| \| \| \| \| \| \| \| \| \| \| \| \| \| \| \| \| \| \| \| \| \| \| \| \| \| \| \| \| \| \| \| \| \| 30.Garnier II de Traînel \| \| \| \| \| \| \| \| \| \| \| \| \| \| \| \| \| \| \| \| \| \| \| \| \| \| \| \| \| \| \| \| \| \| \| \| \| \| \| \| \| \| \| \| \| \| \| \| \| \| \| \| \| \| 15. Helisenda de Traînel \| \| \| \| \| \| \| \| \| \| \| \| \| \| \| \| \| \| \| \| \| \| \| \| \| \| \| \| \| \| \| \| \| \| \| \| \| \| \| \| \| \| \| \| \| \| \| \| \| \| \| \| |                                 |  |  |  |  |  |  |  |  |  |  |  |  |  |  |  |
| |                                 |  |  |  |  |  |  |  |  |  |  |  |  |  |  |  |
| | 2. Hugo de Briel                |  |  |  |  |  |  |  |  |  |  |  |  |  |  |  |
| |                                 |  |  |  |  |  |  |  |  |  |  |  |  |  |  |  |
| |                                 |  |  |  |  |  |  |  |  |  |  |  |  |  |  |  |
| | 1. Godofredo de Briel           |  |  |  |  |  |  |  |  |  |  |  |  |  |  |  |
| |                                 |  |  |  |  |  |  |  |  |  |  |  |  |  |  |  |
| |                                 |  |  |  |  |  |  |  |  |  |  |  |  |  |  |  |
| | 24. Vilain de Villehardouin     |  |  |  |  |  |  |  |  |  |  |  |  |  |  |  |
| |                                 |  |  |  |  |  |  |  |  |  |  |  |  |  |  |  |
| |                                 |  |  |  |  |  |  |  |  |  |  |  |  |  |  |  |
| | 12. Juan de Villehardouin       |  |  |  |  |  |  |  |  |  |  |  |  |  |  |  |
| |                                 |  |  |  |  |  |  |  |  |  |  |  |  |  |  |  |
| |                                 |  |  |  |  |  |  |  |  |  |  |  |  |  |  |  |
| | 6. Godofredo I de Villehardouin |  |  |  |  |  |  |  |  |  |  |  |  |  |  |  |
| |                                 |  |  |  |  |  |  |  |  |  |  |  |  |  |  |  |
| |                                 |  |  |  |  |  |  |  |  |  |  |  |  |  |  |  |
| | 13. Céline de Briel             |  |  |  |  |  |  |  |  |  |  |  |  |  |  |  |
| |                                 |  |  |  |  |  |  |  |  |  |  |  |  |  |  |  |
| |                                 |  |  |  |  |  |  |  |  |  |  |  |  |  |  |  |
| | 3. Alicia de Villehardouin      |  |  |  |  |  |  |  |  |  |  |  |  |  |  |  |
| |                                 |  |  |  |  |  |  |  |  |  |  |  |  |  |  |  |
| |                                 |  |  |  |  |  |  |  |  |  |  |  |  |  |  |  |
| | 14. Clarembaud IV de Chappes    |  |  |  |  |  |  |  |  |  |  |  |  |  |  |  |
| |                                 |  |  |  |  |  |  |  |  |  |  |  |  |  |  |  |
| |                                 |  |  |  |  |  |  |  |  |  |  |  |  |  |  |  |
| | 7. Isabel de Chappes            |  |  |  |  |  |  |  |  |  |  |  |  |  |  |  |
| |                                 |  |  |  |  |  |  |  |  |  |  |  |  |  |  |  |
| |                                 |  |  |  |  |  |  |  |  |  |  |  |  |  |  |  |
| | 30.Garnier II de Traînel        |  |  |  |  |  |  |  |  |  |  |  |  |  |  |  |
| |                                 |  |  |  |  |  |  |  |  |  |  |  |  |  |  |  |
| |                                 |  |  |  |  |  |  |  |  |  |  |  |  |  |  |  |
| | 15. Helisenda de Traînel        |  |  |  |  |  |  |  |  |  |  |  |  |  |  |  |
| |                                 |  |  |  |  |  |  |  |  |  |  |  |  |  |  |  |
| |                                 |  |  |  |  |  |  |  |  |  |  |  |  |  |  |  |